# کشتی سوخت‌رسان کلاس اندو
اویلر کلاس اندو (به انگلیسی: Ondo-class oiler) یک کلاس از کشتی است که طول آن ۱۳۸٫۶۸ متر (۴۵۵ فوت ۰ اینچ) می‌باشد.